# Mobile Servicing System

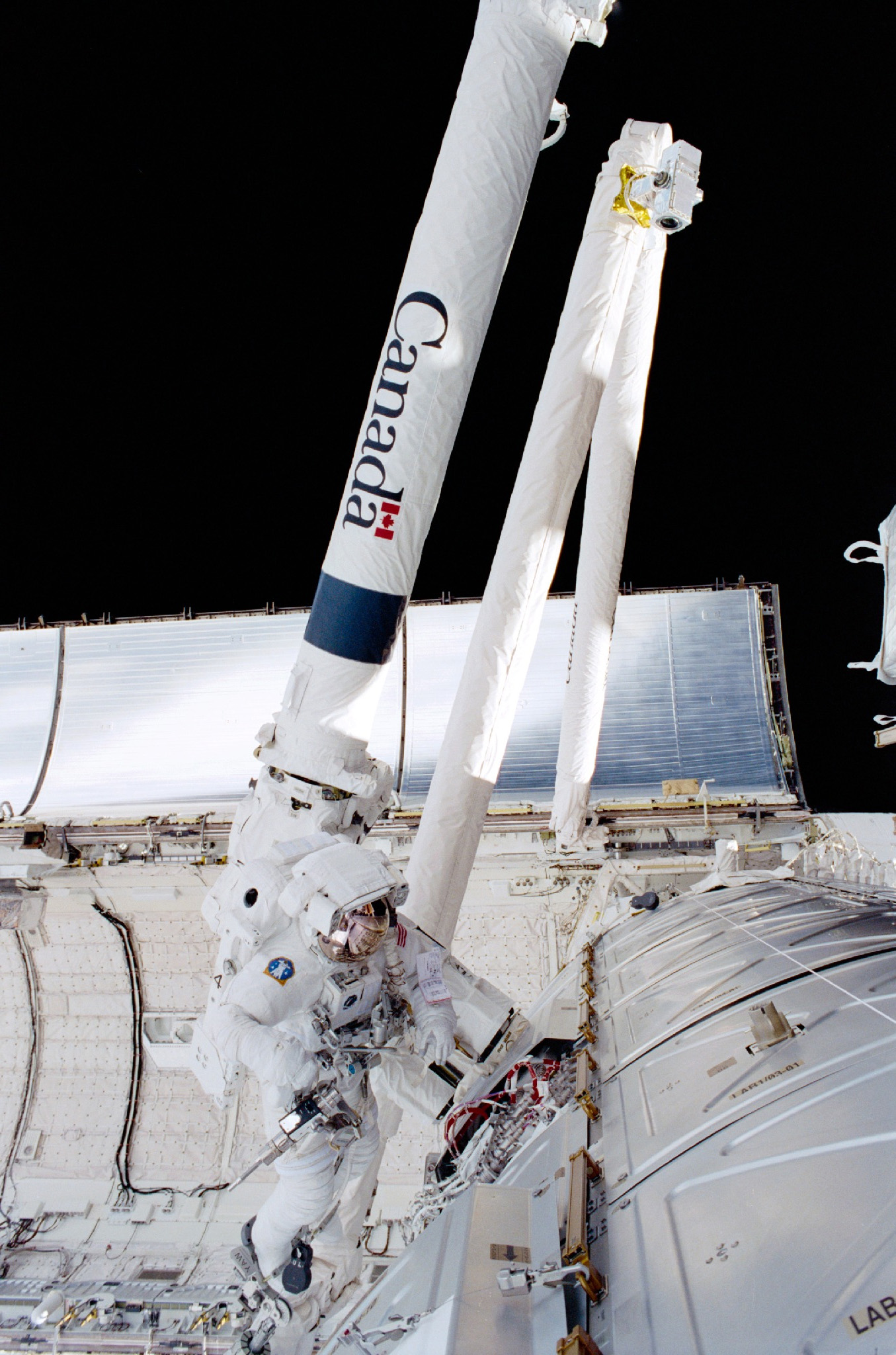
Montaż Canadarm2 w czasie misji STS-100 (NASA)

Mobilny System Dźwigowy, MSS (ang. Mobile Servicing System) – mechaniczne ramię (wraz ze współpracującym osprzętem) znajdujące się na Międzynarodowej Stacji Kosmicznej. Odgrywa on bardzo istotną rolę w dalszej rozbudowie stacji, użytkowaniu i konserwacji. Zadania dźwigu to m.in.: przemieszczanie sprzętu i pojazdów zaopatrzeniowych w obrębie stacji, wspieranie astronautów pracujących w otwartej przestrzeni kosmicznej, pomoc przy naprawach i przeglądach modułów oraz innych urządzeń przymocowanych do stacji.
MSS został zaprojektowany i skonstruowany przez MDA Space Missions (wcześniej MD Robotics; wcześniej SPAR Aerospace) dla Kanadyjskiej Agencji Kosmicznej (Canadian Space Agency), jako podsystem do Międzynarodowej Stacji Kosmicznej.
Według planu, na ISS ma być zamontowany jeszcze jeden manipulator – European Robotic Arm.
Mobile Servicing System ma docelowo składać się z trzech części:

## Canadarm2

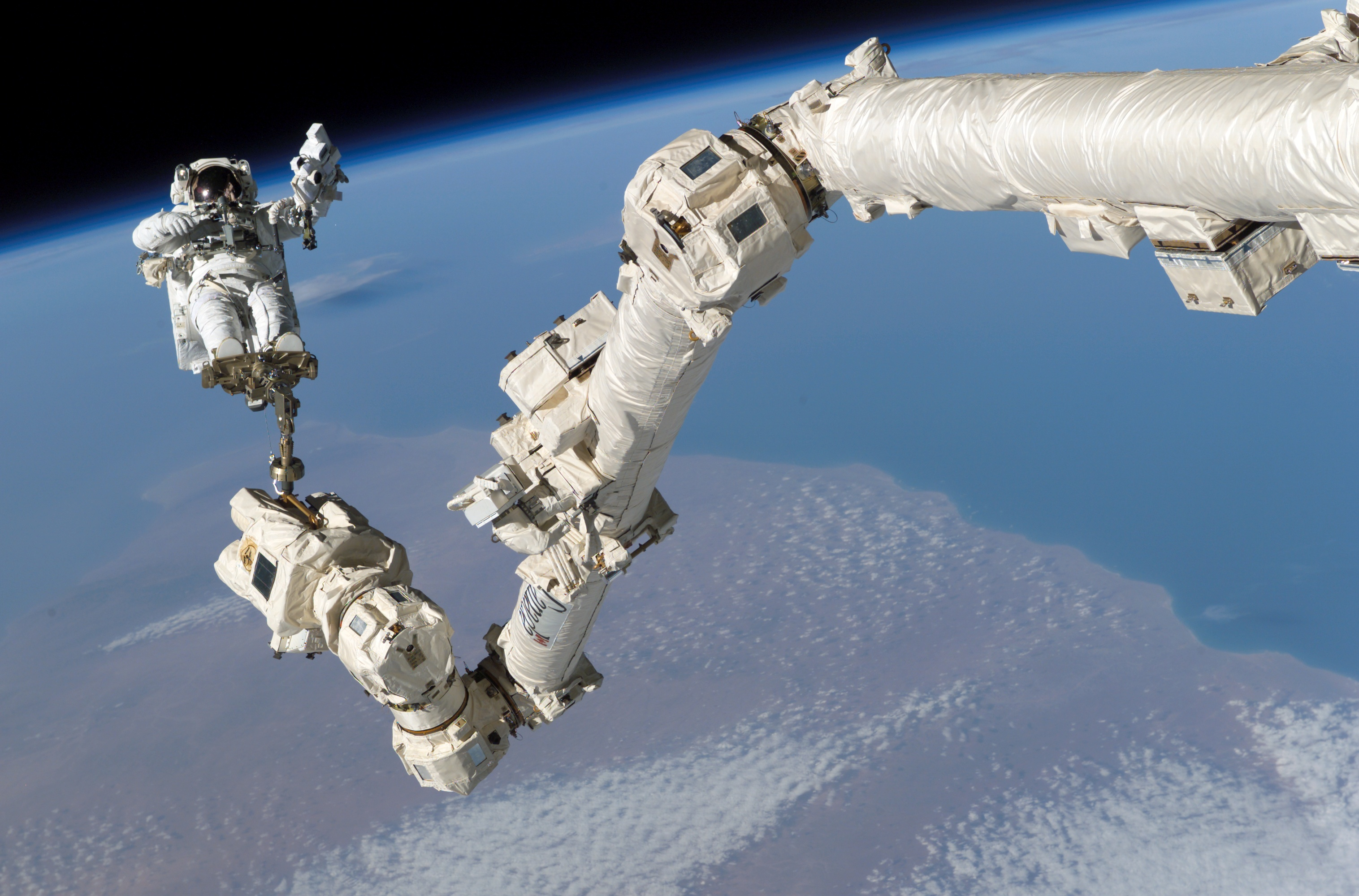
Canadarm2 asystuje przy EVA astronauty Steve’a Robinsona podczas STS-114 (3 sierpnia 2005)

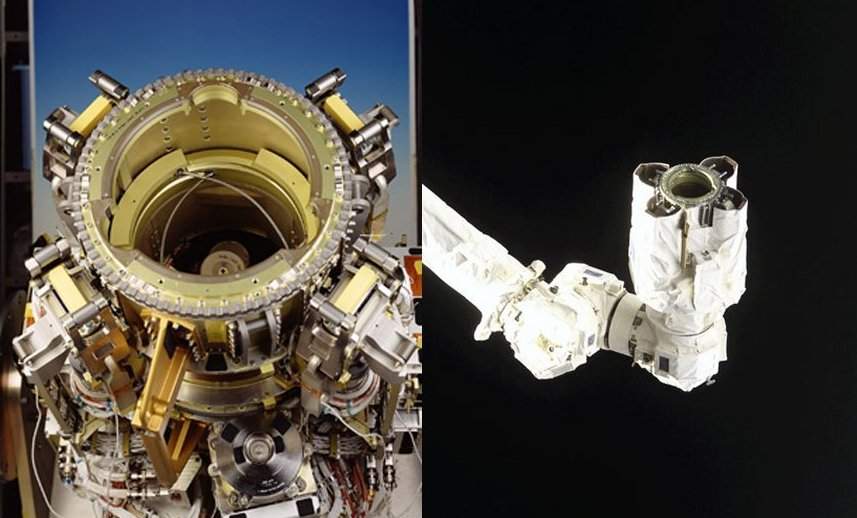
Latching End Effector

Canadarm2, SSRMS (Space Station Remote Manipulator System – system zdalnie sterowanego manipulatora stacji kosmicznej) jest nową wersją ramion montowanych w ładowniach wahadłowców (Canadarm; RMS). Canadarm2 jest dźwigiem większym (m.in. dłuższym o ponad 2 m) i zdolnym do wykonywania bardziej skomplikowanych manewrów. W pełni wyprostowany ma długość 17,6 metrów, masę prawie 1800 kilogramów i jest w stanie przenosić ładunki o masie do 116 ton. Może także asystować przy dokowaniu wahadłowców.
SSRMS przemieszcza się po stacji na dwa sposoby:
- za pomocą Mobile Base System – jeżdżąc po strukturze kratownicowej,
- oraz dzięki specjalnym końcówkom LEE (Latching End Effector – krańcowy efektor zatrzaskowy) ramienia – poprzez przyłączanie/odłączanie się do/od wsporników-interfejsów PDGF (Power and Data Grapple Fixtures), rozmieszczonych na powierzchni stacji. PDGF zapewnia zasilanie oraz przepływ sygnałów danych i video.

W zależności od wykonywanego zadania Canadarm2 porusza się z różnymi prędkościami. Bez obciążenia może przemieszczać się z prędkością do 37 cm/s. Podczas asystowania przy EVA: 15 cm/s. W czasie montowania modułów dźwig zwalnia do 2 cm/s, a gdy pomaga przy dokowaniu wahadłowca zwalnia jeszcze bardziej – do 1,2 cm/s.
Canadarm2 ma siedem przegubów (trzy podobne do ramion, jeden taki jak w łokciu i trzy nadgarstkopodobne) oraz osiem ogniw.
W skład SSRMS wchodzą też:
- automatyczny system unikania kolizji,
- cztery kolorowe kamery (po jednej na obu stronach „łokcia” i dwie na końcówkach LEE),
- specjalny czujniki momentu siły, przekazujący „zmysł dotyku” obsługującemu astronaucie.

Canadarm2 został dostarczony do Międzynarodowej Stacji Kosmicznej podczas misji STS-100 w kwietniu 2001 roku.
Zobacz dane techniczne SSRMS

### Robotic Work Station

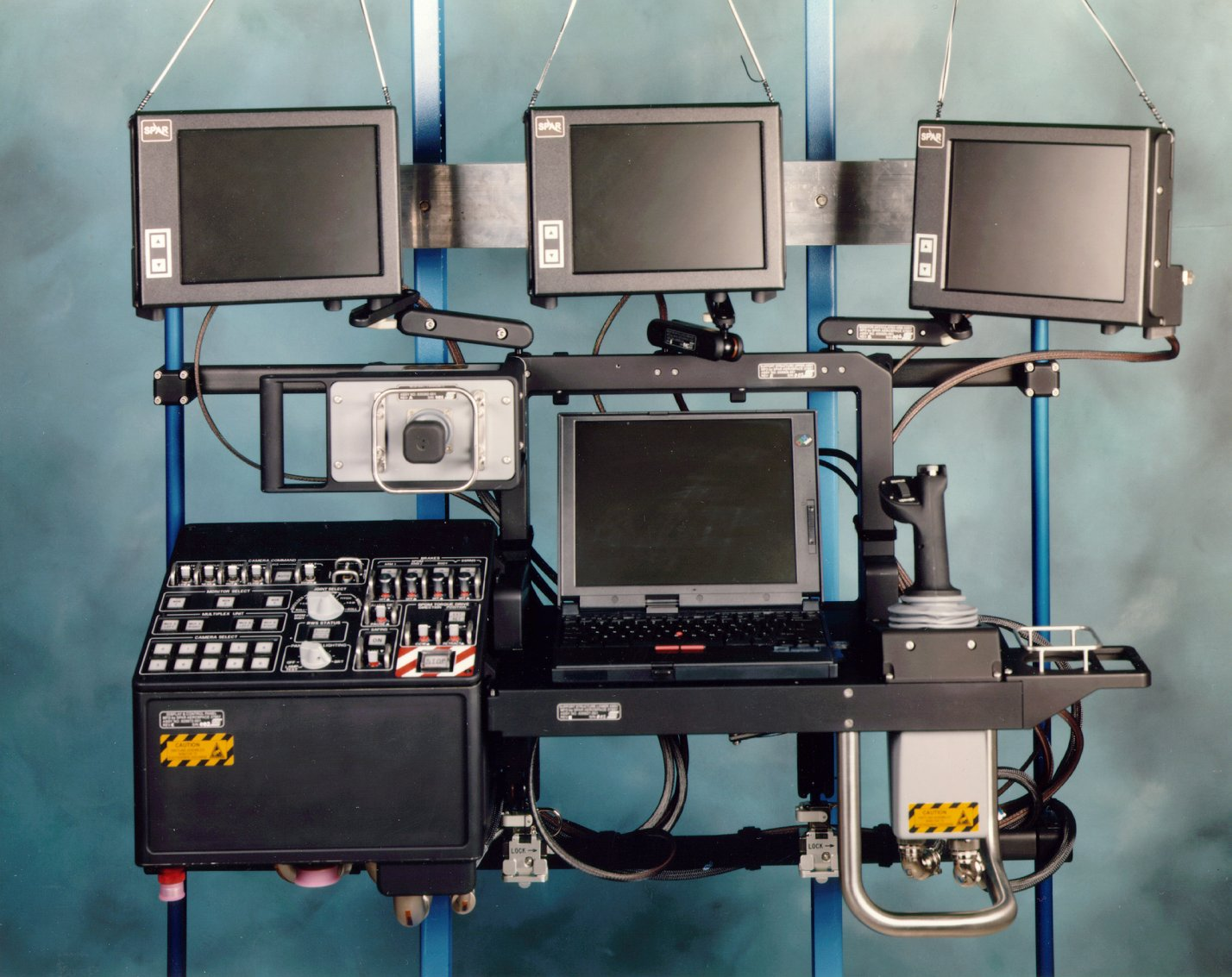
Stanowisko RWS

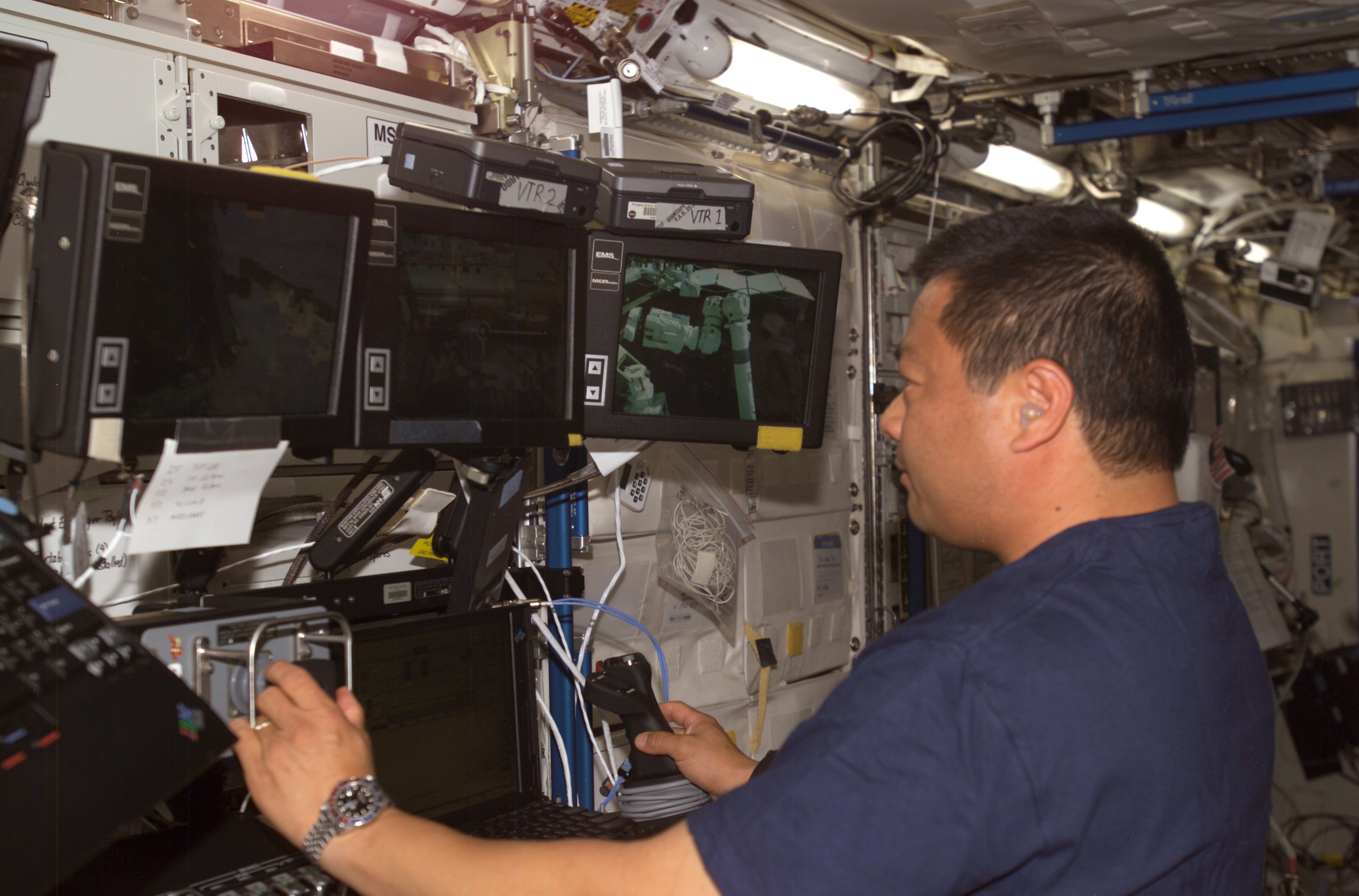
Astronauta Leroy Chiao pracuje przy panelu sterującym Canadarm2 w module Destiny

MSS ma dwa stanowiska sterowania dźwigiem RWS (Robotic Work Station – robotyczna stacja robocza) - przy czym naraz tylko jedno stanowisko RWS kieruje pracą MSS. Po ukończeniu budowy ISS jedno RWS będzie w środku laboratorium Destiny, a drugie takie stanowisko będzie wewnątrz balkonu Cupola. Aktualnie oba stanowiska RWS znajdują się w module Destiny.
RWS ma dwa zestawy dżojstików sterujących: jeden odpowiedzialny za obracanie dźwigiem RHC (Rotational Hand Controller – ręczny kontroler rotacyjny), i jeden sterujący ruchem wzdłużnym THC (Translational Hand Controller – ręczny kontroler translacyjny).
Dodatkowo na stanowisku znajdują się też: DCP (Display and Control Panel – panel kontrolny i wyświetlający) oraz laptop PCS (Portable Computer System – systemowy komputer przenośny).
Astronauta-operator widzi ruchy ramienia patrząc na trzy ekrany LCD.
Kanadyjska Agencja Kosmiczna zbudowała również naziemne centrum kontroli dla Canadarm2 w kwaterze głównej CSA Saint-Hubert (Quebec). Ośrodek ten jest bezpośrednio połączony z Centrum Kontroli Misji w ośrodku kosmicznym im. Johnsona NASA (Houston, Teksas). Jednak tylko członkowie załogi ISS będą tak naprawdę sterować dźwigiem, a personel naziemny będzie jedynie oferować pomoc techniczną w „czasie rzeczywistym”.

## Mobile Base System
Kompletna nazwa MBS brzmi Mobile Remote Servicer Base System (mobilna zdalnie sterowana podstawa systemu dźwigowego).
MBS to platforma robocza, zainstalowana na ruchomej podstawie Mobile Transporter (MT), która porusza się wzdłuż torów zamontowanych na głównych segmentach stelaża (S0, S1, P1 Truss) konstrukcji stacji. Dzięki temu zamontowana na niej Canadarm2 może przemieszczać się na całej długości ISS.
Za ruch MT wzdłuż kratownic odpowiada dwadzieścia silniczków, a za postój system automatycznego, magnesowego zakleszczania.
Dane techniczne Mobile Transportera:
- masa: 885 kg
- długość: 274 cm
- szerokość: 261 cm
- wysokość: 97 cm
- prędkość ruchu: 2,5 cm/s

Mobile Base System został przyłączony do Międzynarodowej Stacji Kosmicznej podczas misji STS-111 w czerwcu 2002 roku.
Zobacz dane techniczne MBS

## Special Purpose Dexterous Manipulator

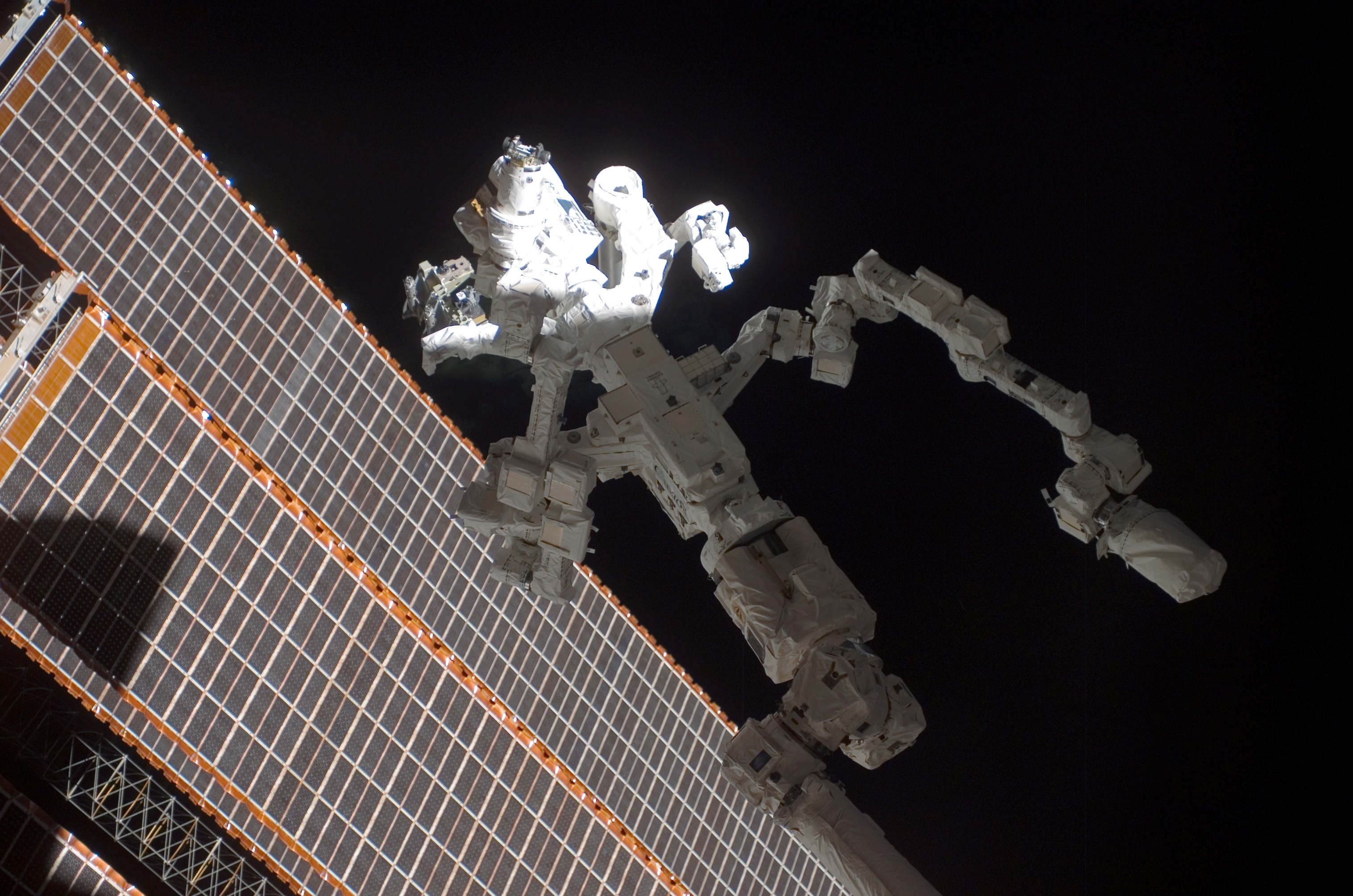
Dextre

SPDM (Special Purpose Dexterous Manipulator - zwinny manipulator specjalnego przeznaczenia), Canada Hand lub "Dextre" jest specjalną końcówką SSRMS, w postaci stosunkowo małego dwu-ramiennego robota. Każde ramię składa się z siedmiu ogniw, na końcu których zamocowany jest system chwytny zwany OTCM (Orbit Replacement Unit/Tool Changeout Mechanism) - umożliwiający łączenie z narzędziami lub manipulowanymi częściami.
SPDM ma wspomagać astronautów w wykonywaniu zadań podczas prac w otwartej przestrzeni kosmicznej (EVA), przenosić mniejsze i delikatniejsze ładunki.
Testy naziemne urządzenia przeprowadzane były w komorach symulacyjnych David Florida Laboratory (Ottawa), należących do CSA. 
SPDM został dostarczony na ISS w 2008 roku podczas misji STS-123.

## Dane techniczne
| Parametr\część MSS                       | Mobile Base System | Space Station Remote Manipulator System | Special Purpose Dexterous Manipulator |
| ---------------------------------------- | ------------------ | --------------------------------------- | ------------------------------------- |
| Długość [m]                              | 5,7 x 4,5 x 2,9    | 17,6                                    | 3,5                                   |
| Masa [kg]                                | 1 450              | 1 800                                   | 1 662                                 |
| Udźwig [kg]                              | 20 900             | 116 000                                 | 600                                   |
| Liczba stopni swobody                    | -                  | 7                                       | 15                                    |
| Pobierana moc (przy max. obciążeniu) [W] | 825                | 2 000                                   | 2 000                                 |
| Pobierana moc (średnia) [W]              | 365                | 435                                     | 600                                   |
| Dystans zatrzymywania [m]                | -                  | 0,60                                    | 0,15                                  |